# Inmigración ecuatoriana en los Estados Unidos
La inmigración ecuatoriana en Estados Unidos se refiere al fenómeno migratorio proveniente del país sudamericano de Ecuador o sus descendientes que residen actualmente en los Estados Unidos. Actualmente es el segundo grupo más grande de ecuatorianos fuera del país tras la comunidad ecuatoriana en España, la mayor cantidad de ecuatorianos residen en los estados de Nueva York, Nueva Jersey, Connecticut, Massachusetts, California, Florida y Maryland.
La mayor parte de los ecuatorianos que residen en Estados Unidos se hallan en condiciones legales o en trámite de obtención, sin embargo también existe una nueva oleada de ecuatorianos y euro-ecuatorianos (ecuatorianos que ya obtuvieron la nacionalidad dentro de la Unión Europea) que se hallan indocumentados. Las tres principales comunidades de ecuatorianos están en las ciudades de Nueva York, Jersey City y Miami.
La cultura ecuatoriana ha influido de manera decisiva en el cosmopolitismo de varias ciudades del país anglosajón, junto a otros grupos sudamericanos residentes como la comunidad colombiana, la chilena y otras como la cubana han posicionado el español como el segundo idioma más hablado en la Costa Este de Estados Unidos. Fechas de celebración nacional en Ecuador como el 10 de agosto (Grito de la Independencia) o el 24 de mayo (Batalla de Pichincha) han tenido tanta repercusión que incluso han existido caravanas o desfiles por las principales calles de condados como Queens (mayor asentamiento registrado) y Brooklyn.
Existe una importante comunidad ecuatoriana de nacionalidad española residiendo en los Estados Unidos, principalmente en Nueva York, el fenómeno se debe principalmente a ciudadanos nacidos en Ecuador que obtuvieron la nacionalidad española en tiempo anterior y que se vieron forzados a volver a migrar tras la crisis que experimenta España y el resto de Europa.

## Historia y causas
La mayor comunidad de ecuatorianos en Estados Unidos abandonaron el país a partir de la crisis económica en Ecuador de 1998-1999 que afectó seriamente el nivel de vida de la población, desde 2002 se evidenció así un flujo sostenido y constante de ciudadanos con destino a Norteamérica (Estados Unidos y Canadá), Europa (principalmente España e Italia) y otros países de la región que gozaban de mejores condiciones de vida y tasas laborales favorables como Argentina, Chile, Uruguay y Brasil. En un inicio la mayor cantidad de ecuatorianos que pusieron residencia en Estados Unidos lo hicieron en condición ilegal y para trabajar en sectores como el de la construcción, el transporte, la cocina y servicios varios. No es a partir de 2005 que se evidencia una mayor llegada de ecuatorianos con algún título o licenciatura, artistas, artesanos, agentes portuarios y soldados.
Desde el año 2010 se evidenció una reducción del flujo migratorio a Estados Unidos, de hecho fue negativo, decenas de ecuatorianos decidieron regresar al país durante una etapa de bonanza económica y comercial que se vivía en el país sudamericano, sin embargo este regreso no fue tan considerable como el que ocurrió con la comunidad ecuatoriana en España, donde la crisis de la eurozona había afectado dantescamente la situación de la población inmigrante. A partir del año 2015 la situación vuelve a revertirse, marcando el inicio de una nueva oleada de ecuatorianos que emigran a Estados Unidos, esto principalmente debido a la convulsión económica y social que había desencadenado la caída del precio del petróleo, la mala administración estatal y una profunda deuda externa; esta vez la población saliente era de características laborales mixtas, pues aunque aún se evidenciaban empleados en el sector de servicios (construcción y transporte), ahora había un nutrido grupo de profesionales y técnicos.
Tras el terremoto de Ecuador de 2016 una importante ayuda llegó a la zona de desastre proveniente de las comunidades ecuatorianas en Nueva York y Miami; incluso el alcalde de Nueva York Bill de Blasio apoyó y defendió a la comunidad ecuatoriana de la ciudad, pidiendo incluso al Senado de la nación indulgencias y salvoconductos para el grupo inmigrante indocumentado proveniente de Ecuador.

## Situación laboral y económica
El Movimiento del Migrante, liderado por Luis Felipe Tilleria, estima que el ingreso medio de un hogar ecuatoriano en Estados Unidos fue en 2008 de 61.511 dólares, sobrepasado solo por asiáticos (85.137 dólares) blancos no hispanos (69.250 dólares), colombianos (63.140 dólares) y peruanos (62.478 dólares). Las familias que tenían ingresos de unos 75.000 dólares en 2008 eran cerca de un 39% del total de hogares ecuatorianos en Estados Unidos, mientras que en 1980 eran solo un 18%.
Hay evidencia de que ha aumentado la prosperidad en los hogares ecuatorianos, porque se redujo de 15 % a 10 % el porcentaje con ingresos por debajo de los 20 000 dólares, indica el informe Ecuatorianos en Estados Unidos: 1980-2008. Este estudio fue realizado por el Centro para Estudios Latinoamericanos, del Caribe y Latinos de la Universidad de la ciudad de Nueva York (CUNY) con base al censo de 2008 y a petición de la Secretaría Nacional del Migrante (Senami) del Gobierno de Ecuador.

## Asentamientos principales
Aproximadamente en los Estados Unidos residen más de 609.000 ecuatorianos, tomando en cuenta a extranjeros y sus descendientes.

### Nueva York (estado)
La mayor comunidad de ecuatorianos en Estados Unidos reside en este estado, además el área metropolitana de Nueva York es la segunda concentración más grande de ecuatorianos fuera del país tras la de Madrid, España. Queens es el borough donde se halla la concentración principal de esta comunidad migrante. Se estima que casi 300.000 ecuatorianos viven en este estado principalmente en las ciudades de:
- Nueva York (y su área metropolitana)
- Búfalo
- Rochester
- Albany
- Utica

### Connecticut
La segunda comunidad con más presencia de ecuatorianos en Estados Unidos es en todo el estado de Connecticut, sin embargo aquí a diferencia de lo que sucede en otros estados, la población migrante de origen ecuatoriano se halla dispersa y no unificada en una sola ciudad o área metropolitana, sin embargo entre los asentamientos principales destacan:
- Bridgeport
- Hartford
- New Haven (Connecticut)
- Danbury

### Nueva Jersey
Nueva Jersey concentra gran parte de la comunidad del área metropolitana de Nueva York, en especial en la ciudad de Jersey City, aunque también existen otros asentamientos importantes:
- Jersey City
- Trenton
- Ridgewood
- Elizabeth
- Paterson
- Orange
- Newark
- Camden

### Florida
En Florida la inmigración de procedencia ecuatoriana ha sido baja hasta 2008, año desde el que la comunidad ha ido incrementándose de forma paulatina y considerable, el área metropolitana de Miami reúne a la tercera aglomeración ecuatoriana en los Estados Unidos, sumando un total de más de 50 000 personas. La mayor parte se encuentran en:
- Miami
- Doral
- Orlando
- Jacksonville

### California
California no resulta ser un lugar importante de recepción de inmigrantes ecuatorianos, marcando una tendencia a nivel sudamericano y del Caribe, pues otras comunidades provenientes de aquí como Colombia, Venezuela, Chile, Argentina, Cuba, República Dominicana, Puerto Rico y Brasil optan por radicar en estados de la Nueva Inglaterra (principalmente en Massachusetts), Florida, Nueva York, Nueva Jersey, Maryland y Pensilvania; esto sucede a diferencia de la inmigración proveniente de Centroamérica (México, Guatemala, Honduras, El Salvador, etc.) que prefieren estados del sur y la Costa Oeste (en especial California y Texas). A pesar de todo ello hay un grupo cada vez más numeroso de ecuatorianos en California principalmente asentados en el área metropolitana de San Francisco y Sacramento. Los principales asentamientos son:
- San Francisco
- Sacramento
- Fresno
- Área metropolitana de Los Ángeles
- San José
- Santa Bárbara

### Massachusetts
Boston alberga una comunidad muy importante de ecuatorianos residiendo en su área metropolitana y trabajando dentro de la ciudad, esta comunidad es la tercera con más rápido crecimiento ecuatoriano tras las de Nueva York y Jersey City, los principales asentamientos son:
- Área metropolitana de Boston

## Estadounidenses de ascendencia ecuatoriana
- Christina Aguilera: cantante, compositora, actriz estadounidense hija de madre irlandesa y padre ecuatoriano.

- Nancy Bermeo: profesora de ciencias políticas, hija de madre irlandesa y danesa y padre ecuatoriano.

- Chico Borja:  futbolista ecuatoriano-estadounidense retirado y actual entrenador de fútbol

- Samantha Boscarino:  actriz estadounidense, ascendencia ecuatoriana de su madre.

- Cree Cicchino: actriz estadounidense, descendiente de Italia y Ecuador.

- Raúl Fernández: empresario, hijo de padre cubano y madre ecuatoriana.

- Mike Judge: actor, animador, escritor, productor, director, músico y creador estadounidense, nacido en Ecuador de padres que trabajan allí.

- Xolo Maridueña:  actor de ascendencia ecuatoriana.

- Marie-Chantal: princesa heredera de Grecia.

- Adrienne Bailon:  actriz, cantautora, bailarina y personalidad de televisión estadounidense, de ascendencia puertorriqueña y ecuatoriana.

- Charles Castronovo:  tenor estadounidense, de padre siciliano y madre ecuatoriana.

- Carla Esparza: artista profesional de MMA, de ascendencia ecuatoriana

- Violet Chachki: artista drag, ganadora de la séptima temporada de RuPaul's Drag Race, primera drag queen en figurar en la portada de Vogue, hijo de madre ecuatoriana.